# Symmacra ochrea
Symmacra ochrea là một loài bướm đêm trong họ Geometridae.